# Dolegnano
Dolegnano (Dolegnan in friulano) è una frazione di San Giovanni al Natisone in provincia di Udine e dista circa due chilometri e mezzo dal capoluogo comunale.

## Monumenti e luoghi d'interesse

### Chiesa parrocchiale
La chiesa parrocchiale di Dolegnano è dedicata ai Santi Vito, Modesto e Crescenzia Martiri. L'edificio fu costruito tra il 1903 ed il 1927 su progetto di Leone Morandini. La nuova parrocchiale venne consacrata il 15 luglio 1933.
Nel 2002 l'esterno dell'edificio fu ridipinto.
Sul campanile sono presenti tre campane, in scala musicale di Sol3 Maggiore. Le campane piccola e mezzana sono state fuse nel 1920 dalla fonderia udinese di Giovanni Battista De Poli, mentre la campana grande, in conseguenza della rottura della precedente, è stata fusa nel 2001 dalla fonderia trevigiana di Francesco De Poli 

### Villa Trento
La villa dei conti di Trento fu costruita nel XVIII secolo.

## Cultura e feste
I festeggiamenti di S. Pietro si svolgono l'ultima settimana di giugno nel piazzale adiacente alla chiesa e sono organizzati da un gruppo di amici (Chei di Dolegnan).